# Vadim Levental
Pour les articles homonymes, voir Levental.
 (septembre 2016).
Vadim Levental (Вадим Андреевич Левенталь, né le 25 octobre 1981 à Saint-Pétersbourg) est un écrivain russe.

## Biographie
Actuellement, il travaille comme rédacteur en chef de la maison d'édition russe Limbus Press et secrétaire exécutif du prix littéraire Best-seller national. En 2011, il était l'auteur de l'idée d'un livre par AA.VV. intitulé Matrice littéraire, une collection d'histoires courtes mentionnées par la revue Neva comme « peut-être le plus réussi des projets littéraires de ces dernières décennies ». Son premier roman Masha Regina a été nommé pour le Prix Booker russe et devenu finaliste du prix Grand Livre. Selon The Guardian, c'est une « bildungsroman postmoderne... rempli d'allusions à la littérature russe et à la philosophie allemande ». Certains critiques considèrent Levental comme « l'un des plus éminents écrivains russes modernes » et encore « l'unique espoir de la nouvelle russe » en référence à son deuxième livre, un recueil de nouvelles intitulé Chambre d'horreurs. La traduction en anglais de Masha Regina a été publiée au Royaume-Uni par Oneworld Publications en 2016. En août 2016, le roman a représenté la Russie au Festival international du livre d'Edimbourg.

## Citations
« Peu importe qui était le vrai auteur du Livre de la Genèse, il était dans l'erreur comme l'auteur du Capital : le travail c'est pas une malédiction et pas une joie non plus, c'était plutôt un don au prolétaire en exil du paradis insensé (car en fin de compte, tous les outils du travail appartiennent à Dieu) parce que le travail c'est la seule voie pour échapper à l'horreur existentielle. »

Vadim Levental, Masha Regina.

## Œuvres
Le destin de Macha Regina, Éditions de l'Aube, 2018